# Duomo di Argenta
La chiesa di San Nicolò Vescovo, chiamato anche San Nicolò in Borgo per la sua posizione centrale, è il duomo di Argenta, in provincia di Ferrara ed arcidiocesi di Ravenna-Cervia; è la chiesa madre del vicariato di Argenta-Portomaggiore.

## Storia
La primitiva chiesa di Argenta dedicata a San Nicola di Bari venne edificata presumibilmente nell'VIII secolo. Si sa che la chiesa fu ricostruita all'inizio del XII secolo e consacrata il 23 gennaio 1122. Nel XIII secolo la parrocchialità fu qui trasferita dell'antica pieve di San Giorgio. L'edificio venne completamente rifatto in stile rinascimentale nel 1500 e consacrato nel 1577. 

Distrutto dai bombardamenti del 1945, il duomo fu costruito dopo il termine del conflitto mondiale ed inaugurato nel 1954.
 
Dal 1983 l'interno della chiesa ospita la tomba di don Giovanni Minzoni.

## Parrocchia
All'interno della parrocchia di San Nicolò di Argenta sorgono altre due chiese: la pieve di San Giorgio ed il santuario della Celletta. Il Parroco dall'ottobre 2017 è don Fulvio Bresciani.